# Осока остриеносная
Осо́ка остриено́сная (лат. Carex mucronata) — травянистое растение, вид рода Осока (Carex) семейства Осоковые (Cyperaceae).

## Ботаническое описание
Серо-зелёное растение с ветвистым, деревянистым, восходящим корневищем, образующим густые дерновины.
Стебли щетиновидные, несколько изогнутые, тупоугольные, 10—30 см высотой, одетые у основания кирпично-бурыми, сетчато-расщепляющимися влагалищами листьев.
Листья щетиновидно-свёрнутые, жёсткие, наверху курчавые или извилистые, гладкие, короче стебля.
Колоски скученные, верхние 1—3 колоска тычиночные или андрогинные (иногда верхний гинекандрический), ланцетные, 0,5—1 см длиной, с продолговатыми, острыми, ржаво-бурыми чешуями; остальные 2—4(5) — пестичные, немногоцветковые, густые, обратнояйцевидные, 0,5—0,8 см длиной, сидячие, верхний у основания тычиночного, нижний — несколько отставлен. Чешуи пестичных колосков яйцевидные, острые, каштановые, с зелёным килем, по краю возможно перепончатые, короче мешочков. Мешочки ланцетные, плоско-выпуклые, перепончатые, 5 мм длиной, желтовато-зелёные, позже буреющие, часто глянцевитые, зрелые большей частью чёрно-пурпурные или бурые, с 4—5 выступающими жилками, с клиновидным основанием, на короткой ножке, кверху удлинённо-клиновидные, по всему краю и спереди сверху шероховатые, щетинчатые, с удлинённым, реже коротким, цельным, коротко-двузубчатым носиком. Нижний кроющий лист, чешуевидный, бурый, с остью, превышающей колосок.
Плодоносит в мае—августе.
Вид описан из Северо-Западной Италии (Котские Альпы, бассейн реки Бардонеш).

## Распространение
Центральная и Южная Европа; на Кавказе возможно в районе Казбека и Алагира.
Растёт на сухих каменистых горных склонах.